# Subdivisões da Libéria
A Libéria está dividida em condado, distritos e clãs.

## Condados
A divisão de primeiro nível da Libéria é o condado. A Libéria possui 15 condados.

## Distritos
Os condados estão divididos em distritos, com cada condado tendo de 3 a 8, totalizando 68 distritos.

## Clãs
Os distritos por sua vez estão divididos em clãs.